# Niebo (album Anny Marii Jopek)
Niebo – jedenasty album polskiej wokalistki Anny Marii Jopek wydany w 2005 roku. Wraz z mężem Marcinem Kydryńskim są niemalże w całości autorami zawartości płyty oraz współautorami oprawy graficznej. W trakcie nagrywania tej płyty autorzy postanowili ukazać własną wrażliwość oraz intymność, które po części symbolizuje odważna okładka. Niebo to jedna z najbardziej osobistych płyt Anny Marii Jopek.
W 2006 roku wydano specjalną, kolekcjonerską reedycję płyty CD Niebo z 4 dodatkowymi utworami oraz DVD z koncertem Anny Marii Jopek nagranym 1 października 2005 w studiu M-1 Polskiego Radia.

## Lista utworów
1. „Ode mnie” (muzyka: Anna Maria Jopek, słowa: Marcin Kydryński)
2. „I nie zobaczy nikt” (muzyka i słowa: Marcin Kydryński)
3. „A gdybyśmy nigdy się nie spotkali” (muzyka: Anna Maria Jopek/Marek Napiórkowski, słowa: Marcin Kydryński)
4. „Piosenka dla Frania” (muzyka i słowa Marcin Kydryński)
5. „Ustami” (wokaliza; muzyka: Anna Maria Jopek)
6. „Ja spytać chcę o to samo” (muzyka: Anna Maria Jopek, słowa: Marcin Kydryński)
7. „Niebo” (muzyka: Anna Maria Jopek/Marek Napiórkowski, słowa: Anna Maria Jopek/Marcin Kydryński)
8. „Ucisz się” (muzyka i słowa: Anna Maria Jopek)
9. „Pytanie o” (muzyka i słowa: Marcin Kydryński)
10. „Z nadzieją, że nie ma nieistnienia” (muzyka i słowa: Marcin Kydryński)
11. „Czułe miejsce” (Bosa 2005) (muzyka: Anna Maria Jopek, słowa: Marcin Kydryński)
12. „Gdy mówią mi” (muzyka: Anna Maria Jopek/Marek Napiórkowski, słowa: Marcin Kydryński)
13. Bonus Track: „ADAGIO” (muzyka: Anna Maria Jopek)